# František Vladimír Foit
František Vladimír Foit (2. listopadu 1900 Tábor – 31. srpna 1971 Celje, Jugoslávie, dnes Slovinsko) byl český sochař, etnograf a cestovatel.

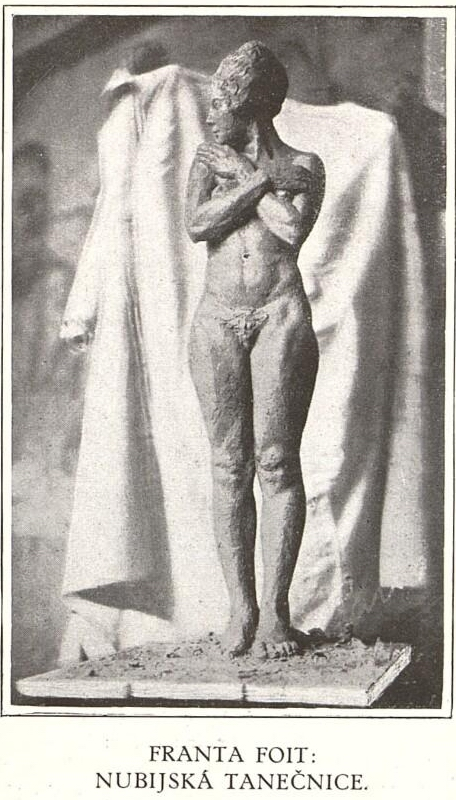
František Foit: Nubijská tanečnice, 1925

## Životopis
Narodil se v Táboře, v rodině místního sochaře Ferdinanda Foita (1873–??) a jeho manželky Anastazie, rozené Šimkové (1879–??). Dětství a mládí prožil v obci Doupě u Telče. Studoval v Praze a v Paříži, po svatbě s Irenou Voradilovou (1913–2005) žil v Telči.

## Cesty

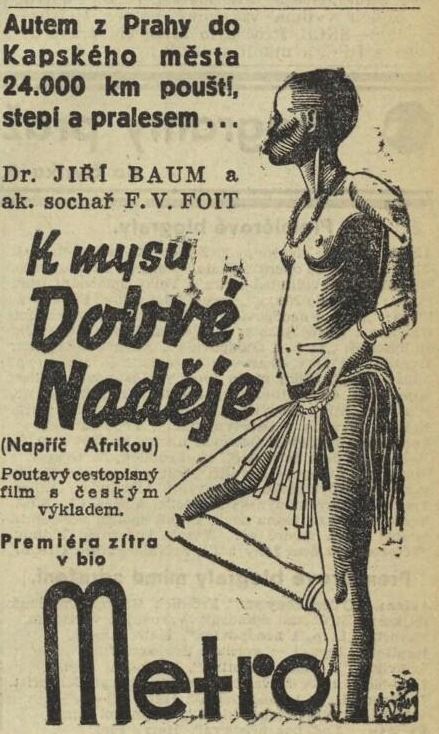
Inzerát filmu "K mysu dobré naděje", 1933

### První africká cesta
V dubnu 1931 odjel se zoologem Jiřím Baumem do Afriky. Jeli vozem Tatra 12, speciálně upraveným pro potřeby cesty, z Alexandrie, přes Káhiru a podél Nilu přes Egypt, Súdán, Chartúm, Stanleyville (dnes Kisangani) v tehdejším Belgickém Kongu a dále přes Albertovo jezero do Ugandy a Nairobi v Keni. Zde se J. Baum a F. V. Foit pokusili o výstup na Kilimandžáro, přičemž se dostali až do výšky 5500 m n. m. Tanganikou pak pokračovali do bývalé Severní Rhodesie k Viktoriiným vodopádům a nakonec dojeli do Kapského Města v tehdejší Jihoafrické unii. Do Prahy se vrátili v prosinci 1931. Film "K Mysu dobré naděje" vzniklý během této cesty byl promítán v českých kinech v roce 1933.

### Druhá africká cesta
Před druhou africkou cestou, v dubnu roku 1946, byl v Brně odhalen na pohřebišti sovětských vojáků pomník, jehož autorem byl František Foit.
Dne 6. listopadu 1947 se vydal na svou druhou cestu do Afriky, tentokrát už s manželkou Irenou. Foitovi zůstali věrní značce Tatra, na výpravě jim sloužil čtyřválec Tatra 57B. Cesta byla plánována na rok, cílem mělo být Kongo, kde měl Foit prozkoumat možnosti exportu československých automobilů do Afriky.
Z Alžíru se manželé Foitovi vydali přímo na jih do Nigérie, v únoru 1948 informoval český tisk, že překročili pohoří Ahaggar (Hoggar) v alžírské Sahaře, s nejvyšším bodem přes 3 000 m. Poté pokračovali do Kamerunu, Francouzského Konga a Belgického Konga. Pokračovali až do dnešní Jihoafrické republiky, odkud se vraceli na sever směrem do Nairobi. Sbírku místního umění zanechali v průběhu cesty na českém konzulátě, bohužel část se ztratila. V roce 1950 se druhá polovina sbírky dostala do Československa, záhy byla také vystavována. F. V. Foit rovněž vytvářel modely a črty, fotografoval a společně nahrávali domorodou hudbu.

### Pobyt v Africe
V průběhu druhé africké cesty došlo v Československu ke komunistickému převratu a majetek rodiny Foitových byl znárodněn. Do Československa se nechtěli vrátit, ale udržovali styky s rodinou i některými institucemi. Nakonec se usadili v Nairobi. F. V. Foit se později stal profesorem na Kenyatta College nairobské univerzity. V březnu 1968 se tam s ním setkali účastníci Expedice Lambarene.

### Závěr života
V 70. letech požádali Foitovi o přesídlení do tehdejší Jugoslávie, které jim bylo umožněno díky značnému věhlasu a především množství sbírek, které slíbili Jugoslávii darovat. Ještě před převozem sbírek a uspořádáním výstavy F. V. Foit v Jugoslávii zahynul při automobilové nehodě.
Pouze drobnou posmrtnou zmínku věnoval Františku Foitovi komunistický tisk v souvislosti s výstavou afrického umění v roce 1983, kde ho s dalšími uvedl jako jednoho z „pokrokově smýšlejících představitelů naší kultury“.

## Sbírky a výstavy Františka Foita
- Části sbírek F. V. Foita se nacházejí v Telči[14] a v Hrdličkově muzeu člověka v Praze.[15]
- Etnografické sbírky cesty z roku 1931 jsou vystavovány ve slovinském Muzeu Velenje. V roce 2016 bylo 530 Foitových snímků z této sbírky vystaveno v Celji.[16]
- V roce 1997 uspořádalo Moravské městské muzeum v Brně výstavu Z Telče do Kapského Města : František Vladimír Foit - český sochař v Africe a vydalo k ní stejnojmenný katalog.[17]

## Zajímavost
Současný významný keňský sochař Morris Foit (*1940) změnil své původní jméno Morris Njau podle svého učitele Františka Foita. František Fojt se na trhu v Nairobi setkal s chudým chlapcem, který prodával model automobilu z hlíny. Dílko se Foitovi natolik zalíbilo, že ho zakoupil a rozhodl se, že bude chlapce zdarma vyučovat. Po návratu z vojenské služby (v době, kdy již František Foit opustil Afriku) se mladý muž začal věnovat dřevořezbě a již první jeho dílo bylo okamžitě prodáno.

## Dílo

### Cestopisy
- FOIT, František Vladimír. Autem napříč Afrikou. Praha: vlastní náklad, 1932-1934. 2 svazky.
- FOIT, František Vladimír; FOITOVÁ, Irena. Z Telče do Afriky a nikdy zpět : vzpomínky na druhou africkou cestu. Telč: Muzejní spolek v Telči, 2006. 285 s. ISBN 80-239-7585-4.

## Galerie

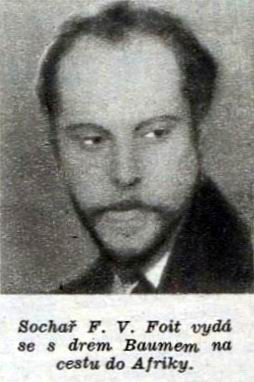
František Fojt v době první africké cesty, 1931
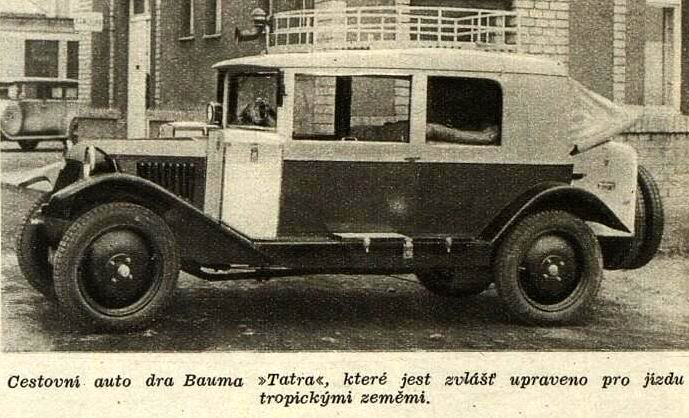
Tatra 12 v úpravě pro africkou cestu, 1931
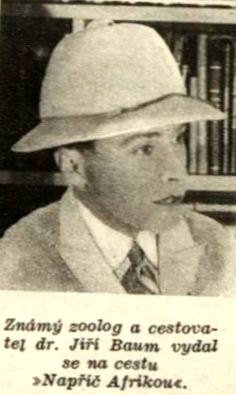
RNDr. Jiří Baum, spoluúčastník africké cesty, 1931